# Galbanum

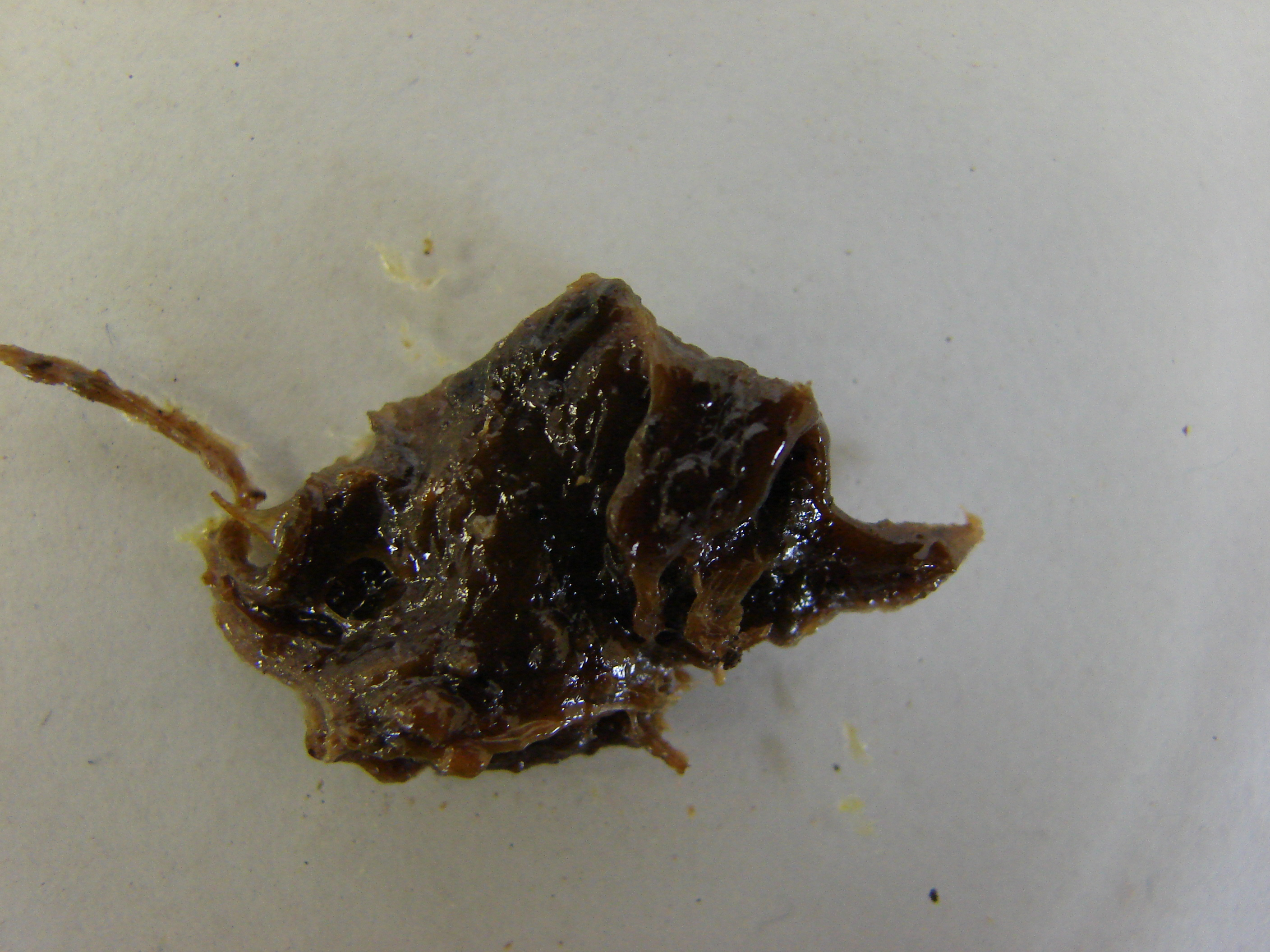
Galbanum hars

Galbanum is een hars, bestaande uit gestold melksap afkomstig van de plant Ferula gummosa (geslacht Ferula). De plant komt voornamelijk voor op berghellingen in Iran. 
Er zijn 2 types galbanum, namelijk "Levantijnse of zachte galbanum" en "Perzische of harde galbanum". De "zachte galbanum" heeft een gele tot rode kleur. Hieruit wordt door middel van stoomdestillatie een etherische olie gewonnen. 
De ruwe galbanum is een donkergele of bruine viskeuze vloeistof en heeft een frisse houtige en zacht balsamieke geur. De etherische olie is kleurloos, lichtgeel of olijfkleurig en heeft een frisse geur. 